# Scienza e Vita Nuova
Scienza e Vita Nuova è stato un mensile di divulgazione scientifica in lingua italiana edito dal maggio 1979 al dicembre 1992 da Rusconi.
Il nome della rivista si ricollega allo storico periodico mensile Scienza e Vita edito da Rizzoli dal 1949 al 1965.
Una testata gemella di Scienza e Vita Nuova, il periodico mensile Scienza e Vita Natura di impostazione naturalistica è stata edita, sempre da Rusconi, tra il 1990 e il 1993.
L'ultimo numero di Scienza e Vita Nuova è del dicembre 1992. A partire dal gennaio 1993 la rivista venne sostituita da Scienza e Vita, anche questa edita da Rusconi.